# 다이쇼 대학
다이쇼 대학(일본어: 大正大学, たいしょうだいがく)은 일본의 사립대학이다. 본부는 도쿄도 도시마구에 있다.
연원이 된 대학 중 하나인 천태종 대학이 개교한 1884년을 창립 연도로 삼고 있고, 대학이 설립된 1926년은 설립 연도이다. 불교의 여러 종파 대학이 합쳐 설립된 불교 계열의 학교이다. 도쿄 도 도시마 구와 사이타마현에 캠퍼스가 있고, 대한민국의 동국대학교와는 자매 학교이다.
일본 서양화가 고가 하루에가 이 학교를 중퇴한 적이 있다.

## 연혁
- 1884년 : 천태종 대학 설립
- 1887년 : 진언종과 정토종 대학 설립
- 1925년 : 천태종, 진언종, 정토종의 각 대학 연합
- 1926년 : 다이쇼 대학 설립
- 1949년 : 불교학부, 문학부 신설
- 1956년 : 대학원 박사과정 설치
- 1993년 : 인간학부 신설

## 학부
- 인간학부
  - 불교학과
  - 인간복지학과
  - 인간과학과
- 문학부
  - 표현문화과
  - 역사문화학과

## 대학원
- 불교학연구과 - 불교학 전공
- 인간학연구과 - 사회복지학, 임상심리학, 인간과학, 복지/임상심리학 전공
- 문학연구과 - 종교학, 사학, 국문학, 비교문화 전공

## 학교 동문

### 유명 졸업생
- 쓰카모토 요시타카 - 불교학자
- 데라우치 다이키치 - 소설가
- 후키이시 가즈에 - 배우
- 이토 유 - 만화가
- 스와 미도리 - 만화가